# Carex hermannii
Carex hermannii là một loài thực vật có hoa trong họ Cói. Loài này được Cochrane mô tả khoa học đầu tiên năm 1981.